# Goodwill Games de 1998
Los Goodwill Games de 1998 fueron la cuarta edición de los Goodwill Games (Juegos de la Buena Voluntad), un evento multideportivo internacional creado por Ted Turner, llevada a cabo en Nueva York, Nueva York, Estados Unidos del 19 de julio al 2 de agosto de 1998. Los juegos contaron con la participación de 1500 atletas de más de 60 países, compitiendo en 15 deportes.
Estados Unidos ganó los juegos con 41 medallas de oro y 132 medallas en total. En segundo lugar quedó Rusia, con 35 medallas de oro y 94 medallas en total. Cuba terminó en tercer lugar, con 8 medallas de oro y 17 medallas en total.
Entre los deportistas destacados de los juegos estuvieron Michelle Kwan, Dominique Moceanu, Michael Johnson, Jackie Joyner-Kersee, Dan O'Brien, Félix Savón, Jenny Thompson y Alexander Popov.
En estos Juegos se batieron 2 récords mundiales, uno por el relevo estadounidense en los 4×400 metros en atletismo, y el otro por la nadadora sudafricana Penny Heyns en los 50 metros braza.

## Sedes de competición
Algunos eventos se llevaron a cabo en la ciudad de Nueva York, mientras que muchos se llevaron a cabo en los suburbios cercanos de Long Island, incluido Uniondale.
- Central Park (final del triatlón)
- Madison Square Garden (baloncesto)
- Complejo Atlético Mitchell (atletismo, fútbol)
- Centro acuático del condado de Nassau (buceo, natación, natación sincronizada, waterpolo)
- Nassau Veterans Memorial Coliseum (patinaje artístico, gimnasia rítmica y artística)
- Puerto de Nueva York (inicio de triatlón)
- The Theatre at Madison Square Garden (boxeo, lucha)
- Estadio Wagner College (ciclismo)
- Pista Wollman (voleibol de playa)

## Deportes
| - Atletismo - Baloncesto - Boxeo - Ciclismo - Clavados - Fútbol - Gimnasia | - Lucha - Nado sincronizado - Natación - Patinaje artístico - Triatlón - Voleibol playa - Waterpolo |

## Países participantes
Las siguientes naciones fueron invitadas a los juegos:
| - Alemania - Argelia - Argentina - Armenia - Australia - Bahamas - Bélgica - Bielorrusia - Brasil - Bulgaria - Canadá - China - Colombia - Corea del Sur - Costa Rica - Cuba - Dinamarca - Ecuador - Egipto - Eslovenia - España - Estados Unidos | - Estonia - Etiopía - Finlandia - Filipinas - Francia - Georgia - Grecia - Hungría - Irán - Irlanda - Islandia - Italia - Jamaica - Japón - Kazajistán - Kenia - Lituania - Marruecos - México - Mongolia - Mozambique - Nigeria | - Noruega - Nueva Zelanda - Países Bajos - Polonia - Portugal - Puerto Rico - Reino Unido - República Checa - Rumania - Rusia - Siria - Sudáfrica - Suecia - Suiza - Trinidad y Tobago - Turquía - Uganda - Ucrania - Uzbekistán - Venezuela - Zambia - Zimbabue |

## Medallero
País organizador (Estados Unidos)
| Núm. | País              | Oro | Plata | Bronce | Total |
| ---- | ----------------- | --- | ----- | ------ | ----- |
| 1    | Estados Unidos    | 41  | 49    | 42     | 132   |
| 2    | Rusia             | 35  | 29    | 30     | 94    |
| 3    | Cuba              | 8   | 5     | 4      | 17    |
| 4    | China             | 7   | 7     | 6      | 20    |
| 5    | Kenia             | 5   | 4     | 4      | 13    |
| 6    | Alemania          | 3   | 3     | 10     | 16    |
| 7    | Australia         | 2   | 6     | 2      | 10    |
| 8    | Bielorrusia       | 2   | 5     | 2      | 9     |
| 9    | Jamaica           | 2   | 2     | 5      | 9     |
| 10   | Irán              | 2   | 1     | 1      | 4     |
| 11   | Brasil            | 2   | 0     | 1      | 3     |
| 11   | Kazajistán        | 2   | 0     | 1      | 3     |
| 13   | Reino Unido       | 2   | 0     | 0      | 2     |
| 14   | Ucrania           | 1   | 5     | 4      | 10    |
| 15   | Rumania           | 1   | 3     | 5      | 9     |
| 16   | Trinidad y Tobago | 1   | 1     | 0      | 2     |
| 17   | República Checa   | 1   | 0     | 1      | 2     |
| 17   | Italia            | 1   | 0     | 1      | 2     |
| 17   | Uzbekistán        | 1   | 0     | 1      | 2     |
| 20   | Argelia           | 1   | 0     | 0      | 1     |
| 20   | Mozambique        | 1   | 0     | 0      | 1     |
| 20   | Nigeria           | 1   | 0     | 0      | 1     |
| 23   | Bulgaria          | 0   | 2     | 2      | 4     |
| 24   | Francia           | 0   | 2     | 1      | 3     |
| 25   | México            | 0   | 2     | 0      | 2     |
| 26   | Turquía           | 0   | 1     | 5      | 6     |
| 27   | Marruecos         | 0   | 1     | 1      | 2     |
| 27   | Polonia           | 0   | 1     | 1      | 2     |
| 27   | Japón             | 0   | 1     | 1      | 2     |
| 30   | Bahamas           | 0   | 1     | 0      | 1     |
| 30   | Canadá            | 0   | 1     | 0      | 1     |
| 30   | España            | 0   | 1     | 0      | 1     |
| 33   | Argentina         | 0   | 0     | 1      | 1     |
| 33   | Armenia           | 0   | 0     | 1      | 1     |
| 33   | Ecuador           | 0   | 0     | 1      | 1     |
| 33   | Grecia            | 0   | 0     | 1      | 1     |
| 33   | Hungría           | 0   | 0     | 1      | 1     |
| 33   | Islandia          | 0   | 0     | 1      | 1     |
| 33   | Lituania          | 0   | 0     | 1      | 1     |
| 33   | Noruega           | 0   | 0     | 1      | 1     |
| 33   | Filipinas         | 0   | 0     | 1      | 1     |